# واپاشی بتا

واپاشی بتا در هسته اتم

نمودار فاینمن برای واپاشی بتا که در آن نوترون به پروتون٬الکترون٬نوترینو به همراهW^{-} بوزون واپاشی می‌شود

واپاشی بتا (به انگلیسی: beta decay) یک نوع واپاشی هسته‌ای در فیزیک است که در دو نوع -β و +β اتفاق می‌افتد.
در واپاشی -β، نیروی هسته‌ای ضعیف موجب می‌شود که نوترون به ذره‌های زیر واپاشی کند: ({\displaystyle n^{0}}) تبدیل می‌شود به پروتون ({\displaystyle p^{+}}) به همراه الکترون ({\displaystyle e^{-}}) و یک پادنوترینو ({\displaystyle {\bar {\nu _{e}}}}):
{\displaystyle n^{0}\rightarrow p^{+}+e^{-}+{\bar {\nu _{e}}}}
در واپاشی +β، انرژی برای تبدیل پروتون به نوترون استفاده می‌شود که به همراه آن یک پوزیترون ({\displaystyle e^{+}}) و یک نوترینو ({\displaystyle {\nu _{e}}}) ایجاد می‌گردند:
{\displaystyle \mathrm {Energy} +p^{+}\rightarrow n^{0}+e^{+}+{\nu }_{e}}
در این واپاشی، جرم اتمی ثابت می‌ماند ولی یک واحد به عدد اتمی افزوده می‌شود (در واپاشی بتا منفی) یا یک واحد از آن کم می‌شود (در واپاشی بتا مثبت).

برای نمونه:
(بتا منفی) {\displaystyle \mathrm {{}^{1}{}_{55}^{37}Cs} \rightarrow \mathrm {{}^{1}{}_{56}^{37}Ba} +e^{-}+{\bar {\nu }}_{e}}
(بتا مثبت) {\displaystyle \mathrm {~_{11}^{22}Na} \rightarrow \mathrm {~_{10}^{22}Ne} +e^{+}+{\nu }_{e}}
(جذب الکترون) {\displaystyle \mathrm {~_{11}^{22}Na} +e^{-}\rightarrow \mathrm {~_{10}^{22}Ne} +{\nu }_{e}}
نمونه
در بررسی‌های اولیه پرتوزایی بتا، الکترون‌های تبدیل داخلی را اشتباهاً همان الکترونهای گسیل شده از هسته تصور می‌کردند، تا این که جیمز چادویک(۱۹۱۴) نشان داد که الکترون‌های تبدیل داخلی تک انرژی هستند، ولی الکترون‌های واپاشی بتایی یک ویژه هسته مشخص، دارای توزیع انرژی پیوسته‌ای می‌باشند.